# Phường 10 (Vũng Tàu)
Phường 10 is een phường in de stad Vũng Tàu, in de Vietnamese provincie Bà Rịa-Vũng Tàu.